# شارل ژاک بوشار
شارل ژاک بوشار (فرانسوی: Charles Jacques Bouchard‎؛ ‏ ۶ سپتامبر ۱۸۳۷ – ۲۸ اکتبر ۱۹۱۵) پزشک، اسپرانتیست و آسیب‌شناس اهل فرانسه بود. وی پزشکی را در لیون و پاریس آموخت و از سال ۱۸۷۴ پزشک بیمارستان بیستر بود. دلیل شهرت او مطالعاتش بر روی سوءتغذیه و عفونت است. او از شاگردان ژان-مارتن شارکو در بیمارستان پیتیه-سالپتریر بود و در اینجا آن دو آنوریسم شارکو-بوشار (یکی از دلایل خونریزی مغزی) را توصیف کردند. او یکی از طرفداران نظریهٔ پاک‌سازی روده بود. گره‌های بوشار نامش را از او گرفته است.
وی همچنین برندهٔ جوایزی همچون لژیون دونور (صلیب بزرگ) شده است.